# Krisiun
Krisiun é uma banda brasileira de death metal, formada em 1990, na cidade de Ijuí, no Rio Grande do Sul. O nome da banda deriva de um mar lunar nomeado "Mare Crisium".
É um dos precursores do brutal death metal mundial, sendo uma das bandas do Brasil com um grande reconhecimento internacional, sempre evoluindo sonoramente em seus álbuns, sem perder seu peso e brutalidade.

## História

### Formação (1990-1992)
A construção da banda começou em 1990, quando o trio de irmãos morava em Porto Alegre, no Rio Grande do Sul. O gosto pelo metal foi herdado do irmão mais velho, que já ouvia bandas como Black Sabbath e Dio. De tanto vê-lo com seus discos, os três gostaram do som e dos desenhos nas capas. Como habitualmente acontece a fãs de heavy metal, a adolescência deles foi marcada pela compra de discos dos grupos preferidos. E, para aumentar a coleção, era preciso investir boa parte do salário que ganhavam nos primeiros empregos. Alex Camargo só esperava receber para ir direto à Megaforce, uma das primeiras lojas especializadas em Porto Alegre. De lá, ele trazia grande parte daquelas que viriam a ser as influências do Krisiun. E entre estas influências estavam Show No Mercy do Slayer e Altars of Madness do Morbid Angel.
Estes foram os dois discos que influenciariam sobremaneira os integrantes do Krisiun. A agressividade dos vocais e os instrumentos tocados com tanta energia e velocidade provocaram uma reação imediata. Desta forma, os três resolveram formar sua própria banda. Sem dinheiro para adquirir equipamentos de qualidade, foi preciso se contentar com instrumentos mais simples e muito limitados. O movimento heavy metal já vivia uma fase de empolgação no Brasil e fanzines circulavam de um estado para outro, ampliando o underground. O Krisiun logo entrou neste mundo, se correspondendo com bandas e fanzines de todo o país. A ideia era ganhar espaço no cenário e mostrar os conceitos da banda mundo afora: tocar o estilo de heavy metal apreciado pelos três. Logo, o estilo foi sendo moldado, com a velocidade e o peso do que foi rotulado como death metal. Ainda aprendendo praticamente tudo por conta própria, o Krisiun fez seu primeiro registro oficial em 1991, a demo tape Evil Age (1991). No ano seguinte, foi gravada uma segunda fita, Curse of the Evil One (1992), e, a partir daí, as respostas do underground não pararam mais de chegar.

### Primeiros álbuns (1993-1999)
Cientes das dificuldades de se fazer heavy metal em seu estado de origem, os integrantes resolveram se mudar para São Paulo, passando a viver longe da família. Já na capital paulista, os músicos precisaram redobrar o esforço para conseguir gravar o autofinanciado mini álbum Unmerciful Order (1993). A partir deste trabalho, o Krisiun rapidamente ganhou status de grupo cult, por causa da hipervelocidade das composições e pela impressionante performance ao vivo.
No ano de 1995, saiu o primeiro álbum de estúdio, Black Force Domain, que só chegou a um maior público por meio da gravadora alemã Gun Records, em 1997. O CD recebeu excelentes notas na imprensa especializada e levou o Krisiun aos palcos europeus, pela primeira vez, ainda que num nível totalmente underground. Durante o mês de maio de 1997, a banda fez vinte apresentações na Alemanha. Com isso, o Krisiun rapidamente ganhou mais e mais fãs e muitas portas se abriram, colocando o trio de uma maneira mais visível. Em dezembro do mesmo ano, aconteceu o retorno à Europa, onde mais trinta concertos ao lado de Kreator e Dimmu Borgir foram realizados.
Com a chegada de 1998, o Krisiun aproveitou para gravar seu segundo disco, Apocalyptic Revelation, na Alemanha, dentro do estúdio de Harrys Johns (que produziu Kreator, Sodom e Tankard). Na turnê, os brasileiros tocaram com Cradle of Filth, Napalm Death e Borknagar por toda a Europa. Em seguida, vieram outros trinta shows como headliners pela Alemanha, tendo o Soilwork como suporte. Outros fatos que ajudaram na divulgação do Krisiun foram suas participações nos tributos ao Sodom e ao Kreator. Apesar de não se interessarem muito por este tipo de modismo que tomou conta da música pesada nos últimos anos, os três gostaram da ideia de homenagear duas das suas influências. "Total Death", clássico do disco Endless Pain do Kreator ganhou uma versão ultrarrápida e "Nuclear Winter" foi indicada ao Krisiun pelo próprio líder do Sodom, Tom Angelripper. Além disso, o Krisiun atravessou os Estados Unidos com sucesso acompanhando o Angelcorpse e o Incantation, em fevereiro de 1999, para as trinta primeiras apresentações na América do Norte. Na mesma tour, surgiu uma grande oportunidade para os brasileiros.

### Conquerors of Armageddone turnê mundial  (2000-2002)
Um dos produtores do Milwaukee MetalFest (um dos maiores festivais underground do mundo) os viu em ação. Antigo fã do grupo, o produtor os convidou para ser uma das atrações do festival em julho daquele ano. Na mesma fase, a Century Media Records ofereceu um contrato que possibilitou o lançamento de Conquerors Of Armageddon. Indiscutivelmente, um dos melhores discos da carreira da banda, com uma produção poderosa e precisa, cortesia da cooperação entre Erik Rutan (guitarrista de Morbid Angel, Hate Eternal e ex-Ripping Corpse) como produtor e Andy Classen (Rotting Christ, Holy Moses) trabalhando como engenheiro de som. O material foi gravado no Stage One Studios, na Alemanha, durante o inverno de 1999. A batida imposta por Max na bateria é extremamente pesada e violenta, enquanto a guitarra de Moyses é refinada e avassaladora ao mesmo tempo. Já os vocais guturais de Alex são tão impressionantes quanto a sua marcação precisa no baixo. Ao final de 1999 os integrantes do Krisiun realizariam um sonho ao tocarem com o Morbid Angel, uma das suas maiores influências. Para Alex, Max e Moyses, dividir o palco e fazer amizade com os ídolos compensou boa parte das dificuldades enfrentadas durante todo este tempo de dedicação ao metal.
O ano de 2000 foi o mais agitado na história do Krisiun. Com a agenda lotada, a banda fez mais de 120 shows no eixo Estados Unidos-Europa-Estados Unidos-Brasil-Estados Unidos, tornando esta a mais extensa tour de um grupo do Brasil no exterior em todos os tempos. Em abril foram trinta apresentações ao lado de Satyricon, Immortal e Angel Corpse na América do Norte. Direto para o Velho Mundo, eles tocaram com Old Man's Child, Gorgoroth e Soul Reaper em 25 shows em maio. No mês seguinte, o Krisiun voltou aos Estados Unidos para outras trinta datas, agora com Kataklysm e Dismember. Outro momento de glória pessoal para os brasileiros foi ter Kerry King em um dos seus shows. Melhor: o guitarrista do Slayer veio cumprimentá-los no backstage. Esta não era a primeira vez que eles encontraram com o ídolo, pois o Krisiun tocou anteriormente com o Slayer na Alemanha, durante o festival With Full Force, que também teve o Iron Maiden como atração, diante de sete mil pessoas. Finalmente de volta ao Brasil, o Krisiun pôde realizar uma grande tour nacional, tocando nas regiões Sul, Sudeste, Nordeste e Centro-Oeste do país. A partir de novembro, a banda entrou em fase de composição para o disco Ageless Venomous. O trabalho foi gravado no primeiro trimestre do ano 2001 e lançado em agosto. Paralelamente à nova excursão mundial, os novos planos do Krisiun incluíram a produção do seu primeiro vídeo clipe.

### Works of Carnage-AssassiNation(2003-2006)
Passando pelas Américas do Norte e do América do Sul, Europa e Japão, o Krisiun conquistou uma legião de fiéis seguidores ao redor do mundo, graças a sua sonoridade, marca registrada da banda, apesar das tendências musicais atuais.
Em 2003 lançam o LP Works of Carnage, que trouxe uma importante canção que estaria frequentemente presente em seu setlist, "Murderer", além de conter um cover da canção "In League with Satan" do Venom. Após terminar a turnê promocional do álbum anterior, o Krisiun decidiu usar canções compostas na época, assim como os clássicos do EP de estreia Unmerciful Order, resultando no surpreendente Bloodshed. Lançado em 2004 pela Century Media, este álbum demonstra claramente a impressionante evolução pela qual a banda passou. Desde sua forma inicial áspera até a "máquina mortal" em que se transformaram.
Logo após seus "ataques globais" promovendo este lançamento especial, a banda se ocupou em fazer seu material videográfico para o primeiro DVD, cujo lançamento aconteceu no início de 2006 pela Metal Mind na Europa e Century Media na América do Norte. O DVD inclui gravações ao vivo de shows realizados no Metal Mania Festival (Polônia), em São Paulo (Brasil), e no Wacken Open Air Festival (Alemanha). O DVD ainda tem videoclipes e cenas dos bastidores da gravação do álbum. Aproveitando sua passagem pela Europa, por causa dos festivais de verão de 2005, o Krisiun decidiu entrar no Stage One Studios (Alemanha) com o produtor Andy Classen (com quem trabalharam em Conquerors Of Armageddon em 1999) para gravar em seu novo álbum intitulado Assassination. As doze músicas desse trabalho têm uma produção cristalina e brutal e ainda contém os melhores elementos que levaram a banda à fama: um ataque rápido e direto, groove de médio tempo, uma condução sólida e num nível perfeito durante todas as faixas.
Destaca-se "Bloodcraft," que abre o álbum, assim como a eficiente "Natural Genocide," a implacável "Vicious Wrath" e a mortal "United In Deception" que são temperadas por obras instrumentais atmosféricas ("Doomed", "Summon") e coroadas com a versão "Sweet Revenge" de Motörhead, demonstrando a admiração de Krisiun para com o Metal Old School (que influenciou a banda a iniciar sua carreira musical).

### Southern Storme atividade recente (2008-presente)
Krisiun lançou seu oitavo álbum de estúdio Southern Storm, pela Century Media Records, em 21 de julho de 2008. O álbum foi gravado no Stage One Studios em Borgentreich, Alemanha com o produtor Andy Classen, que anteriormente trabalhou com o grupo em Conquerors of Armageddon (1999) e AssassiNation (2006). Do álbum, destacam-se "Slaying Steel", "Sentenced Morning", "Combustion Inferno" (que inclusive ganhou um videoclipe), valendo até um cover da canção "Refuse/Resist" do Sepultura. Em 2008 fizeram shows com Unleashed e One Man Army e passaram por países como Rússia e Ucrânia.
No início de 2009 fizeram trinta shows pela América do Norte junto ao Destruction, depois foram para Austrália e Nova Zelândia em abril, voltando ao Brasil no meio do ano. Entre setembro e outubro voltaram à AN com Obituary e Goatwhore e terminaram o ano junto a Nile e Grave em solo europeu. Iniciaram 2010 tocando com Immolation e acabaram passando pela América do Sul nos meses seguintes.
Em 2011 lançam via Century Media seu nono álbum, The Great Execution, mostrando um retorno ao som mais trabalhado e cadenciado, caindo no gosto dos fãs e também da mídia especializada. Durante alguns shows, dividiram os palcos com outros grande nomes do death metal mundial, tal como Vader e Kataklysm. Iniciaram a The Great Execution Tour 2012, passando pelo Brasil, América do Norte e toda a Europa. Alguns show contaram com a presença do Malevolent Creation e do Sepultura.
Durante 2013 e 2014 a banda continuou a excursionar pelo mundo, ainda como parte da The Great Execution Tour, tocando nos Estados Unidos, no Canadá, em várias cidades brasileiras e em outros países latinos, participaram de festivais musicais no verão europeu, incluindo passagens pelo Japão e até nos Emirados Árabes.
Após alguns anos, o Krisiun grava um novo disco chamado Forged in Fury e lançado em 7 de agosto de 2015 via Century Media. Novamente produzido por Erik Rutan, que já havia trabalhado com eles em Conquerors of Armageddon, o disco recebeu boa críticas da mídia do metal e também agradou seus fãs.
Reconhecida internacionalmente, a banda fará excursões nos Estados Unidos, Alemanha e Suíça, ainda em 2016.
Em 2017, foram listados pela revista norte-americana Loudwire entre as 10 melhores bandas da América Latina. Em maio do mesmo ano, foram retidos por motivos religiosos no aeroporto de Daca, capital de Bangladesh, durante turnê pela Ásia.

## Integrantes

### Formação atual
- Alex Camargo - baixo e vocal (1990-presente)
- Max Kolesne - bateria (1990-presente)
- Moyses Kolesne - guitarra (1990-presente)

### Ex-membros
- Altemir Souza - guitarra (1990-1993)
- Mauricio Nogueira - guitarra (1994)

## Discografia
| Álbuns - 1995 - Black Force Domain - 1998 - Apocalyptic Revelation - 2000 - Conquerors of Armageddon - 2001 - Ageless Venomous - 2003 - Works of Carnage - 2004 - Bloodshed - 2006 - Assassination - 2008 - Southern Storm - 2011 - The Great Execution - 2015 - Forged in Fury - 2018 - Scourge of the Enthroned - 2022 - Mortem Solis | Demo - 1992 - The Plague Mini-álbuns - 1993 - Curse of the Evil One (álbum split) - 1993 - Rises from Black (álbum split) - 1994 - Unmerciful Order Coletânea - 2012 - Arise from Blackness |

## Vídeos
DVD
- 2006 - Live Armageddon

Videoclipes
| Ano  | Título                | Diretor                | Álbum                    |
| ---- | --------------------- | ---------------------- | ------------------------ |
| 2000 | "Hatred Inherit"      | Chuck Hipolitho        | Conquerors of Armageddon |
| 2003 | "Murderer"            | —                      | Works of Carnage         |
| 2006 | "Vicious Wrath"       | —                      | AssassiNation            |
| 2008 | "Combustion Inferno"  | João Mauricio Leonel   | Southern Storm           |
| 2010 | "Sentenced Morning"   | Juan "Punchy" Gonzalez | Southern Storm           |
| 2012 | "The Will To Potency" | Tommy Jones            | The Great Execution      |
| 2014 | "Blood of Lions"      |                        | The Great Execution      |

Lyric videos
| Ano  | Título              | Álbum          |
| ---- | ------------------- | -------------- |
| 2015 | "Ways of Barbarism" | Forged In Fury |